# Kayvan Novak
Kayvan Novak (Londres, 23 de noviembre de 1978) es un actor y comediante británico, reconocido por ser uno de los creadores y el protagonista de la serie Fonejacker. Por su participación en el show, ganó un Premio BAFTA televisivo en la categoría de mejor programa de comedia en 2008. También es conocido por su papel como Waj en el filme de 2010 Four Lions y como Nandor en el falso documental What We Do in the Shadows.

## Filmografía

### Cine
| Año  | Título                              | Papel              | Notas        |
| ---- | ----------------------------------- | ------------------ | ------------ |
| 2005 | Syriana                             | Arash              |              |
| 2010 | A Turtle's Tale: Sammy's Adventures | Fluffy             |              |
| 2010 | Four Lions                          | Waj                |              |
| 2014 | Cuban Fury                          | Bejan              |              |
| 2014 | Captcha                             | Clarence           | Cortometraje |
| 2014 | The Last Sparks of Sundown          | Seven              |              |
| 2014 | Paddington                          | Grant              |              |
| 2016 | Prevenge                            | Tom                |              |
| 2018 | Early Man                           | Dino / Jurgend     |              |
| 2019 | The Day Shall Come                  | Reza               |              |
| 2019 | Men in Black: International         | Vungus/Nasr/Bassam |              |
| 2021 | Cruella                             | Roger              |              |

### Televisión
| Año           | Título                                           | Papel                                   | Notas            |
| ------------- | ------------------------------------------------ | --------------------------------------- | ---------------- |
| 2002          | The American Embassy                             | Ahmed Rallah                            | 1 episodio       |
| 2002          | Judge John Deed                                  | Ali Abdul Moncheri                      | 1 episodio       |
| 2002          | Family Affairs                                   | Amir Sadati                             | 1 episodio       |
| 2003          | Trial & Retribution                              | Craig Board                             | 2 episodios      |
| 2004          | Holby City                                       | Reza Abbassi                            | 5 episodios      |
| 2004          | Spooks                                           | Sevilin Ozal                            | 1 episodio       |
| 2004          | A Line in the Sand                               | Vahid                                   | Telefilme        |
| 2004          | She's Gone                                       | Arto Fazouk                             | Telefilme        |
| 2005          | Murphy's Law                                     | Masud                                   | 1 episodio       |
| 2005          | The Government Inspector                         | Qasim Hamdani                           | Telefilme        |
| 2006          | Comedy Lab                                       | Fonejacker                              | 1 episodio       |
| 2007          | Be More Ethnic                                   | Ranjit Pradesh                          | Telefilme        |
| 2007–2008     | Fonejacker                                       | Fonejacker                              | 13 episodios     |
| 2008          | Headcases                                        | Varios papeles                          | 1 episodio       |
| 2008          | The Big Fat Quiz of the Year                     | Fonejacker                              |                  |
| 2009          | Comedy Showcase                                  | Oficial                                 | 1 episodio       |
| 2010          | The Increasingly Poor Decisions of Todd Margaret | Oficial                                 | 1 episodio       |
| 2010          | Channel 4's Comedy Gala                          | Terry Tibbs                             |                  |
| 2010–2011     | PhoneShop                                        | Razz Prince                             | 2 episodios      |
| 2010–2012     | Facejacker                                       | Terry Tibbs/ various characters         | 7 episodios      |
| 2011          | Sirens                                           | Rachid Mansaur                          | 6 episodios      |
| 2012          | Hacks                                            | Rav                                     | Telefilme        |
| 2012          | Verry Terry                                      | Terry Tibbs                             | Telefilme        |
| 2012          | Bad Sugar                                        | Simon                                   | Telefilme        |
| 2012          | Full English                                     | Dusty Johnson/Jason Johnson             | 2 episodios      |
| 2013          | 10 O'Clock Live                                  | Pat Putterson                           | 3 episodios      |
| 2013          | Skins                                            | Jake Abbasi                             | 1 episodio       |
| 2013          | Doctor Who                                       | Handles                                 | 1 episodio       |
| 2013          | Homeboys                                         | Sergio                                  | Telefilme        |
| 2014          | Inside No. 9                                     | Paul                                    | 1 episodio       |
| 2014          | Uncle                                            | Mo                                      | 1 episodio       |
| 2014          | Rev.                                             | Yussef Hasan                            | 1 episodio       |
| 2014          | Puppy Love                                       | Phil Evans                              | 1 episodio       |
| 2014          | Walter                                           | Mike Minorsky                           | Telefilme        |
| 2015–2020     | Thunderbirds Are Go                              | Brains Ned Tedford                      | 21 episodios     |
| 2015–presente | Danger Mouse                                     | Dr. Loo-cifer Isambard King Kong Brunel | Papel recurrente |
| 2015          | Asylum                                           | Rafael & Creator                        | 3 episodios      |
| 2015          | SunTrap                                          | Woody                                   | 6 episodios      |
| 2015          | Top Coppers                                      | Gerard Cliché                           | 1 episodio       |
| 2016          | Counterfeit Cat                                  | Betty, Throckmorton                     |                  |
| 2017          | Quacks                                           | Kapoor                                  | 1 episodio       |
| 2017–presente | Britain Today, Tonight                           | Varios papeles                          |                  |
| 2019–presente | What We Do in the Shadows                        | Nandor                                  | Papel recurrente |
| 2019          | A Christmas Carol                                | Ali Baba                                | Miniserie        |
| 2020          | Robot Chicken                                    | Rey Arturo                              | 1 episodio       |
| 2020          | Archer                                           | Rex                                     | 1 episodio       |